# Drácula (série de televisão)
Drácula é uma série de televisão desenvolvida por Mark Gatiss e Steven Moffat, baseada no Romance de 1897 de mesmo nome  de Bram Stoker. A série foi transmitida e lançada na  BBC One e Netflix, e possui  três episódios. Claes Bang protagoniza a série. Drácula estreou no dia 1 de janeiro de 2020 e foi transmitido por três dias consecutivos.

## Enredo
A série narra a história de Drácula, desde suas origens na Europa Oriental até além de suas batalhas com os descendentes de Van Helsing. A descrição da Netflix diz: "A lenda do Conde Drácula se transforma em novas histórias, que dissecam os crimes sangrentos do vampiro e revelam as sua maiores fraquezas".

## Elenco
- Claes Bang como Conde Drácula
- Dolly Wells como Irmã Agatha Van Helsing e sua descendente, Dra. Zoe Van Helsing
- John Heffernan como Jonathan Harker
- Morfydd Clark como Mina Harker
- Joanna Scanlan como Madre Superiora
- Lujza Richter como Elena
- Jonathan Aris como Capitão Sokolov
- Sacha Dhawan como Dr. Sharma
- Nathan Stewart-Jarrett como Adisa
- Clive Russell como Valentin
- Catherine Schell como Duquesa Valeria
- Patrick Walshe McBride como Lord Ruthven
- Youssef Kerkour como Olgaren
- Natasha Radski como Madre
- Lydia West como Lucy Westenra
- Mathew Beard como Jack Seward
- Mark Gatiss como Frank Renfield
- Chanel Cresswell como Kathleen
- Lyndsey Marshal como Bloxham
- Paul Brennen como Commander Irving
- John McCrea como Zev
- Sarah Nile como Meg
- Phil Dunster como Quincey Morris

## Episódios
| Nº | Título               | Direção de     | Roteiro de                  | Exibição Original    | Audiência |
| --- | -------------------- | -------------- | --------------------------- | -------------------- | --------- |
| 1 | As Regras das Trevas | Jonny Campbell | Mark Gatiss e Steven Moffat | 1 de janeiro de 2020 | TBD       |
| O episódio começa com um homem mutado e doentio (que se revela ser Jonathan Harker) contando de sua viagem à Transilvânia para duas freiras, uma das quais lidera a entrevista depois de supostamente ler o manuscrito de seu relato. O objetivo de Jonathan Harker ao viajar para a Transilvânia era conhecer o Conde Drácula. Drácula estava planejando se mudar para a Inglaterra e seu advogado, Harker, estava indo para finalizar a documentação. Após uma troca enigmática entre o cocheiro local e o cocheiro de Drácula, Harker finalmente chega ao castelo. Ele é recebido no jantar por um fraco e geriátrico Conde Drácula, que possui um forte sotaque. Drácula se orgulha da natureza labiríntica e sombria da casa, contando a Harker a história da casa, salpicada de insinuações sinistras. Harker é então mostrado em seu quarto e evita um incidente com a contagem após um pequeno arranhão que o deixa sangrando. Harker tem um sonho vívido e sensual sobre sua noiva, Mina Murray, mas sem o conhecimento de Harker, Drácula voltou a se alimentar dele, sugerindo que o Conde possui poderes de sonho e manipulação da consciência. Depois de um estranho incidente em que Jonathan recebe uma mensagem de angústia arranhada na janela do quarto, Harker está determinado a entender melhor sua casa temporária, mas se vê irremediavelmente perdido. Sua força e juventude também estão visivelmente esgotadas como resultado da alimentação noturna de Drácula, o que resulta no fato de cada vez mais atraente, apto e decididamente mais inglês em sua fala e comportamento, como resultado do consumo de sangue de Harker. O medo de Harker cresce quando ele descobre uma sala cheia de afetos e restos pessoais do povo da aldeia romena, que parece estar clamando por atacá-lo, mas na verdade está implorando para que ele os mate de vez. Harker também descobre o sarcófago de Drácula por acidente, desmaiando devido à exaustão e susto. Depois que Drácula faz alusão à sua última alimentação com Harker e sua morte iminente, Harker descobre outra pessoa mantida dentro das muralhas do castelo. Ele fica horrorizado ao descobrir que é uma das noivas de Drácula, morta-viva e presa em uma grande caixa de madeira. Existem algumas outras noivas na câmara escondida, sustentadas por "pedaços" de Drácula, como moscas e bebês. Depois de evitar por pouco um ataque de uma noiva voraz, Drácula leva o Harker visivelmente magro e envelhecido até o pico do castelo para ver o sol uma última vez antes de acabar com ele, mas Harker toma o assunto com suas próprias mãos e se permite queda livre do parapeito, selando sua fuga, explicando assim como ele chegou a um convento. Logo é revelado que a freira assertiva não é outra senão a irmã Agatha Van Helsing, enquanto a outra freira é Mina Murray, sua noiva. Logo se torna aparente que Harker não é apenas morto-vivo, mas um escravo de Drácula por meio de nenhuma decisão própria. A sala de repente se enche de morcegos, sinalizando a chegada do conde. Enquanto a irmã Agatha sai para enfrentar Drácula nos portões do convento, Harker quase machuca Mina estava sangrando como resultado do ataque do morcego. Horrorizado com o que ele havia se tornado, Harker tenta se suicidar, enfiando uma estaca de madeira em seu coração, caindo logo depois enquanto Mina o chora. Enquanto isso, nos portões, após uma troca ousada, provocadora e espirituosa entre a irmã Agatha e Drácula, o Conde é temporariamente rejeitado, pois não pode entrar sem um convite expresso. Implacável, Drácula logo descobre Harker que ainda está vivo (o suicídio não funciona para os mortos-vivos). Drácula logo convence Harker a convidá-lo para entrar, e Drácula entra no convento para se vingar. Ele convoca um bando de lobos para assolar todas as freiras, exceto Mina e Irmã Agatha. Os dois conseguem evitá-lo por um tempo, mas Mina acidentalmente o convida para entrar, pensando que ele era Harker enquanto usava a pele morta de seu noivo. |                      |                |                             |                      |           |
| 2 | Sangue a Bordo       | Damon Thomas   | Mark Gatiss e Steven Moffat | 2 de janeiro de 2020 | TBD       |
| Drácula navega para a Inglaterra em um navio chamado Deméter com outros passageiros e cinquenta caixas de seu solo nativo. Drácula permanece sem o conhecimento deles sob o pseudônimo de Balaur, um patrocinador, e começa a matar passageiros e tripulantes. Cada vítima foi cuidadosamente selecionada, pois Drácula pega características e memórias que deseja de cada um, enquanto absorve o sangue. Gradualmente, percebe-se que Drácula é o assassino, embora acuse o misterioso "passageiro do quarto nove". A passageira do número nove é revelada como a Irmã Agatha, a quem Drácula vem se alimentando lentamente, mantendo-a viva. Os passageiros e a tripulação tentam enforcá-la, mas ela os convence de que Drácula é o assassino. Ao se aproximar de Whitby, alguns membros da tripulação escapam em um barco salva-vidas, enquanto Agatha, que está morrendo, explode o navio, a fim de impedir que Drácula chegue à costa. Drácula em seu caixão afunda no fundo do oceano. |                      |                |                             |                      |           |
| 3 | Bússola Sombria      | Paul McGuigan  | Mark Gatiss e Steven Moffat | 3 de janeiro de 2020 | TBD       |
| Drácula caminha debaixo d'água e aparece na praia de Whitby. Ele é recebido pelo Dr. Zoe Van Helsing, que se parece com a irmã Agatha e diz que ele estava inativo por mais de um século. Ele é preso pela Fundação Jonathan Harker para estudo e coleta de sangue. No entanto, ele escapa usando o sistema legal. Zoe como cientista bebe sua amostra de sangue para entender o que ele quis dizer com 'sangue é vidas' e sincroniza com a memória da irmã Agatha. Enquanto isso, Drácula encontra uma nova noiva, Lucy Westenra, que não se importa com quem ele é ou teme a morte. A irmã Agatha está presente na consciência de Zoe e fala com ela para descobrir as limitações e os medos de Drácula. Zoe e Drácula se encontram em sua residência e discutem esses medos. Parece que Drácula teme a morte e, ao longo dos séculos, está condicionado a temer tudo o que representa essa verdade. Zoe, que está morrendo de câncer, dá seu último suspiro na casa de Drácula. Drácula comete suicídio bebendo o sangue de Zoe, pois é venenoso para ele. Os dois compartilham uma epifania à luz do sol. |                      |                |                             |                      |           |

## Produção

### Desenvolvimento
O desenvolvimento de Drácula começou em junho de 2017, com Mark Gatiss e Steven Moffat se reorganizando para escrever os episódios. Em outubro de 2018, a série foi oficialmente encomendada pela BBC e será exibida na BBC One e na Netflix . Claes Bang foi escolhido para estrelar o título de Drácula, em novembro de 2018. Segundo os roteiristas, nessa versão, Drácula seria "o herói de sua própria história" - com o foco central na narrativa e no personagem principal, em vez de um vilão sombrio para os heróis mais tradicionais vencerem. Como na série de televisão Sherlock, os produtores pretendiam tornar sua versão fiel e não fiel de Drácula ao mesmo tempo, pegando detalhes do romance original, adicionando "muitos novos detalhes" (que não estavam no romance) e ignorando algumas passagens do romance.
Moffat falou sobre a sexualidade de Drácula na sua série, uma vez que é insinuado que Drácula faz sexo com Jonathan Harker, o advogado enviado ao seu covil na Transilvânia, dizendo que não é correto descrever Drácula como bissexual: "Ele é bi-homicida, não é a mesma coisa. Ele está matando-os, não namorando-os." Ele também acrescentou: "Ele não está fazendo sexo com ninguém. Ele está bebendo o sangue deles."

### Escalação
Em fevereiro de 2019, John Heffernan, Dolly Wells, Joanna Scanlan, Morfydd Clark e Lujza Richter se juntaram ao elenco, Gatiss também estava programado para aparecer na série. Em abril, Jonathan Aris, Sacha Dhawan, Nathan Stewart-Jarrett, Catherine Schell, Youssef Kerkour e Clive Russell se juntaram ao elenco com Jonny Campbell, Damon Thomas e Paul McGuigan anunciados como diretores.

### Filmagens
Moffat revelou que as filmagens da série começaram em 4 de março de 2019. As filmagens ocorreram no Castelo Orava, Banská Štiavnica e Zuberec na Eslováquia e no Bray Studios em Berkshire . Elas foram concluídas em 1 de agosto de 2019.

## Lançamento

### Transmissão
Drácula estreou na BBC One em 1 de janeiro de 2020 e foi transmitido por três dias consecutivos. Os três episódios foram lançados na Netflix em 4 de janeiro de 2020. O documentário In Search of Dracula, com Mark Gatiss explorando o legado do famoso conde, foi exibido ao lado da série na BBC Two em 3 de janeiro.

### Marketing
O primeiro trailer da série estreou em 27 de outubro de 2019. O trailer oficial foi lançado pela BBC em 13 de dezembro de 2019, enquanto a Netflix mostrou o segundo teaser no mesmo dia. O segundo trailer foi lançado em 3 de janeiro de 2020.

### Recepção da Crítica
A série foi recebida com elogios dos críticos. No Rotten Tomatoes, a série obteve 82% de aprovação e uma classificação média de 8,11/10 de 17 críticas. O consenso crítico do site diz: "Uma deliciosa mistura de horror e humor que equilibra mais ou menos sensibilidades modernas e o legado amado do personagem, Drácula é um tempo assustadoramente divertido — se não sempre fiel — Time". O site Metacritic atribuiu à série uma pontuação de 90 de 100, com base em 4 revisões, significando "aclamação universal".